# Costrignano
Costrignano is een plaats (frazione) in de Italiaanse gemeente Palagano.